# Apona caschmirensis
Apona caschmirensis är en fjärilsart som beskrevs av Vincenz Kollar 1844. Apona caschmirensis ingår i släktet Apona och familjen Eupterotidae. Inga underarter finns listade i Catalogue of Life.